# 누를란 코이자이가노프
누를란 알틴베코비치 코이자가노프(카자흐어: Нұрлан Алтынбекұлы Қойжайғанов 누를란 알튼베쿨르 코이자가노프, 러시아어: Нурлан Алтынбекович Койжаганов, 1977년 3월 27일~)는 카자흐스탄의 레슬링 선수로 주 종목은 그레코로만형이다. 1998년과 2002년 아시안 게임에서 각각 5위와 4위를 하였고, 2004년 하계 올림픽에 카자흐스탄 국가대표로 참가했다.